# Messier 9
Messier 9 (M9 ili NGC 6333) je kuglasti skup u Zmijonoscu, pripada u originalna otkrića Charlesa Messiera.
Otkrio ga je 28. svibnja 1764. i opisao kao maglicu bez zvijezda s promjerom od 3'.
U zvijezde ga je prvi razlučio William Herschel oko 20 godina kasnije.

## Svojstva
Messier 9 se nalazi 26.000 svjetlosnih godina od Zemlje i samo 5.500 svjetlosnih godina od središta naše galaksije. Njegov prividni promjer je 12' što znači da njegov stvarni promjer iznosi 90 svjetlosnih godina. Sjeverni i zapadni rubovi su zaklonjeni oblakom prašine koji se nalazi u doglednici.
Messier 9 udaljava se od nas velikom brzinom od 224 km/s. Siromašan je promjenjivim zvijezdama, tek 13 ih je otkriveno. 

## Amaterska promatranja
Messier 9 se može vidjeti u dvogledu kao mala mutna zvijezda. Zbog velike udaljenosti i međuzvjezdane prašine, najsjajnije zvijezde u skupu imaju prividan sjaj od magnitude +13,5. Većina zvijezda ima još slabiji sjaj, +16,2. Teleskop s objektivom od 100 mm u stanju je pokazati središnje dijelove skupa, za razlučivanje zvijezda potreban je barem 150 mm-ski objektiv. Veći teleskopi, sa zrcalima od 250 mm i više, u stanju su razlučiti i jezgru skupa.

## Vanjske poveznice
- (engl.) SEDS: NGC 6333
- (engl.) Hartmut Frommert: Revidirani Novi opći katalog
- (engl.) Izvangalaktička baza podataka NASA-e i IPAC-a
- (engl.) Astronomska baza podataka SIMBAD
- (engl.) VizieR
- (engl.) Auke Slotegraaf: NGC 6333 Deep Sky Observer's Companion
- (engl.) Courtney Seligman: Objekti Novog općeg kataloga: NGC 6300 - 6349
- Skica M9